# Ty u menja odna
Ty u menja odna (Ты у меня одна) è un film del 1993 diretto da Dmitrij Astrachan.

## Trama
Il film racconta di un pugile che è diventato un ingegnere, che una donna bella e ricca chiama con lui in America. Ma il problema è che non ha mai voluto vivere in America e vuole restare a casa con sua moglie.